# Nordic Regional Airlines
Nordic Regional Airlines, anteriormente conocida como Flybe Nordic y Finncomm Airlines, es una aerolínea finlandesa creada por las aerolíneas Flybe y Finnair. La aerolínea se anunció el 1 de julio de 2011, cuando Flybe y Finnair revelaron sus planes de compra de la compañía Finnish Commuter Airlines (FCA), que operaba la aerolínea Finncomm, pasándose a denominar como Flybe Nordic.

## Historia
En 2011 Flybe y Finnair llegaron a un acuerdo para la compra de Finnish Commuter Airlines, a un precio de 25 millones de €, de los cuales 12 millones los aportaría Flybe y Finnair los otros 13 millones. Flybe también se convertiría en la accionista principal de Flybe Nordic, con un 60% de las acciones, disponiendo Finnair del 40% restante.
Al momento del anuncio de la creación de Flybe Nordic, Flybe planeaba comenzar a operar la nueva aerolínea el 1 de agosto de 2011, eliminando gradualmente el nombre FCA, aunque la fecha de inicio se pospuso posteriormente al 30 de octubre. También se planeó anunciar una nueva red de rutas a mediados de agosto.
En noviembre de 2014, Flybe anunció la venta de su participación del 60% en la aerolínea por 1€ para reducir los costos del grupo. En febrero de 2015, la Autoridad Finlandesa de Competencia y Consumo aprobó la venta de su participación (60%) a StaffPoint Holding y G.W. Sohlberg. Flybe vendió su participación a Finnair como solución temporal en marzo de 2015. La aerolínea opera bajo el código de vuelo de Finnair desde el 1 de mayo de 2015, día en que Flybe Nordic cambió su nombre a Nordic Regional Airlines.

## Destinos

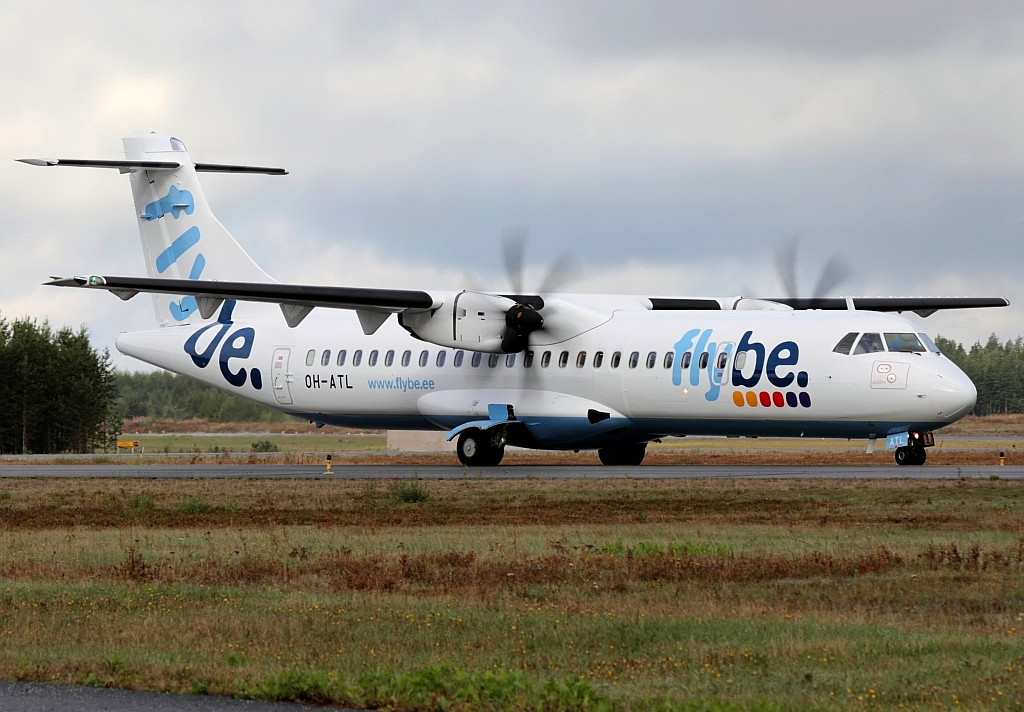
ATR72-500 en el Aeropuerto de Joensuu

El 24 de agosto de 2011, Flybe Nordic anunció sus primeras 24 rutas, entre las que se incluían las operadas anteriormente por Finncomm. Los destinos son los siguientes:
| Países      | Destinos   | Aeropuertos                            |
| ----------- | ---------- | -------------------------------------- |
| Alemania    | Düsseldorf | Aeropuerto Internacional de Düsseldorf |
| Alemania    | Frankfurt  | Aeropuerto de Fráncfort del Meno       |
| Alemania    | Hamburgo   | Aeropuerto de Hamburgo                 |
| Alemania    | Stuttgart  | Aeropuerto de Stuttgart                |
| Austria     | Viena      | Aeropuerto de Viena-Schwechat          |
| Bélgica     | Bruselas   | Aeropuerto de Bruselas                 |
| Dinamarca   | Copenhague | Aeropuerto de Copenhague-Kastrup       |
| Estonia     | Tallin     | Aeropuerto de Tallin                   |
| Finlandia   | Helsinki   | Aeropuerto de Helsinki-Vantaa          |
| Finlandia   | Joensuu    | Aeropuerto de Joensuu                  |
| Finlandia   | Jyväskylä  | Aeropuerto de Jyväskylä                |
| Finlandia   | Kajaani    | Aeropuerto de Kajaani                  |
| Finlandia   | Kemi       | Aeropuerto de Kemi-Tornio              |
| Finlandia   | Kittilä    | Aeropuerto de Kittilä                  |
| Finlandia   | Kokkola    | Aeropuerto de Kokkola-Pietarsaari      |
| Finlandia   | Kuopio     | Aeropuerto de Kuopio                   |
| Finlandia   | Kuusamo    | Aeropuerto de Kuusamo                  |
| Finlandia   | Mariehamn  | Aeropuerto de Mariehamn                |
| Finlandia   | Oulu       | Aeropuerto de Oulu                     |
| Finlandia   | Tampere    | Aeropuerto de Tampere-Pirkkala         |
| Finlandia   | Turku      | Aeropuerto de Turku                    |
| Finlandia   | Vaasa      | Aeropuerto de Vaasa                    |
| Francia     | París      | Aeropuerto de París-Charles de Gaulle  |
| Hungría     | Budapest   | Aeropuerto de Budapest-Ferenc Liszt    |
| Irlanda     | Dublín     | Aeropuerto de Dublín                   |
| Letonia     | Riga       | Aeropuerto Internacional de Riga       |
| Lituania    | Vilna      | Aeropuerto Internacional de Vilna      |
| Noruega     | Oslo       | Aeropuerto de Oslo-Gardermoen          |
| Noruega     | Trondheim  | Aeropuerto de Trondheim-Værnes         |
| Polonia     | Gdansk     | Aeropuerto de Gdańsk-Lech Wałęsa       |
| Polonia     | Varsovia   | Aeropuerto de Varsovia-Chopin          |
| Reino Unido | Edimburgo  | Aeropuerto de Edimburgo                |
| Reino Unido | Mánchester | Aeropuerto de Mánchester               |
| Suecia      | Estocolmo  | Aeropuerto de Estocolmo-Arlanda        |
| Suecia      | Estocolmo  | Aeropuerto de Estocolmo-Bromma         |
| Suecia      | Gotemburgo | Aeropuerto de Gotemburgo-Landvetter    |
| Suecia      | Luleå      | Aeropuerto de Luleå                    |
| Suecia      | Norrköping | Aeropuerto de Norrköping               |
| Suecia      | Visby      | Aeropuerto de Visby                    |
| Suiza       | Ginebra    | Aeropuerto Internacional de Ginebra    |
| Suiza       | Zúrich     | Aeropuerto Internacional de Zúrich     |

### Acuerdos de código compartido
- Air France
- British Airways
- Etihad Airways
- Finnair
- KLM Royal Dutch Airlines

## Flota
Flybe Nordic opera en la actualidad las siguientes aeronaves:
| Aeronaves       | En servicio | Pedidos | Pasajeros (clase única)                           | Matrículas                                        | Antigüedad                                        |
| --------------- | ----------- | ------- | ------------------------------------------------- | ------------------------------------------------- | ------------------------------------------------- |
| ATR 72-500      | 12          | —       | 68                                                | OH-ATE                                            | 18,4 años                                         |
| ATR 72-500      | 12          | —       | 68                                                | OH-ATF                                            | 18,2 años                                         |
| ATR 72-500      | 12          | —       | 68                                                | OH-ATG                                            | 17,9 años                                         |
| ATR 72-500      | 12          | —       | 68                                                | OH-ATH                                            | 17,5 años                                         |
| ATR 72-500      | 12          | —       | 68                                                | OH-ATI                                            | 17,2 años                                         |
| ATR 72-500      | 12          | —       | 68                                                | OH-ATJ                                            | 16,9 años                                         |
| ATR 72-500      | 12          | —       | 72                                                | OH-ATK                                            | 16,4 años                                         |
| ATR 72-500      | 12          | —       | 68                                                | OH-ATL                                            | 16,3 años                                         |
| ATR 72-500      | 12          | —       | 72                                                | OH-ATM                                            | 14,2 años                                         |
| ATR 72-500      | 12          | —       | 72                                                | OH-ATN                                            | 13,7 años                                         |
| ATR 72-500      | 12          | —       | 72                                                | OH-ATO                                            | 13,5 años                                         |
| ATR 72-500      | 12          | —       | 72                                                | OH-ATP                                            | 12,6 años                                         |
| Embraer E-190LR | 12          | —       | 100                                               | OH-LKE                                            | 18,5 años                                         |
| Embraer E-190LR | 12          | —       | 100                                               | OH-LKF                                            | 18,4 años                                         |
| Embraer E-190LR | 12          | —       | 100                                               | OH-LKG                                            | 18,1 años                                         |
| Embraer E-190LR | 12          | —       | 100                                               | OH-LKH                                            | 18 años                                           |
| Embraer E-190LR | 12          | —       | 100                                               | OH-LKI                                            | 17,7 años                                         |
| Embraer E-190LR | 12          | —       | 100                                               | OH-LKK                                            | 17,6 años                                         |
| Embraer E-190LR | 12          | —       | 100                                               | OH-LKL                                            | 17,3 años                                         |
| Embraer E-190LR | 12          | —       | 100                                               | OH-LKM                                            | 17,2 años                                         |
| Embraer E-190LR | 12          | —       | 100                                               | OH-LKN                                            | 16,4 años                                         |
| Embraer E-190LR | 12          | —       | 100                                               | OH-LKO                                            | 16,2 años                                         |
| Embraer E-190LR | 12          | —       | 100                                               | OH-LKP                                            | 14,3 años                                         |
| Embraer E-190LR | 12          | —       | 100                                               | OH-LKR                                            | 14,1 años                                         |
| Total           | 24          | —       | Edad media de la flota (mayo de 2025): 16,5 años. | Edad media de la flota (mayo de 2025): 16,5 años. | Edad media de la flota (mayo de 2025): 16,5 años. |

### Flota histórica
| Aeronaves       | Total | Introducido | Retirado | Matrículas                                      |
| --------------- | ----- | ----------- | -------- | ----------------------------------------------- |
| ATR 42-500      | 4     | 2005        | 2014     | OH-ATA, OH-ATB, OH-ATC y OH-ATD                 |
| ATR 72-200      | 9     | 2007        | 2015     | OH-ATF, EI-REL, EI-REM, OH-ATK, OH-ATL y OH-ATO |
| Embraer E-170   | 2     | 2009        | 2016     | OH-LEI y OH-LEK                                 |
| Embraer ERJ-145 | 2     | 2005        | 2010     | OH-EBE y OH-EBF                                 |
| Mitsubishi MU-2 | 1     | 2002        | 2005     | OH-WBA                                          |